# 陳海梅
陳海梅（1850年—1924年），福建省福州府閩縣人，清朝政治人物、同進士出身。
光緒二十四年（1898年），参加光緒戊戌科殿試，登進士三甲79名。同年五月，改翰林院庶吉士。光緒二十九年四月，散館，著以知县即用。
子陳培錕，同榜進士。